# Napoleón Borrero
Napoleón Borrero Silva (n. Gigante, ?- Londres, 1888[cita requerida]) fue un abogado, escritor y político colombiano, miembro del Partido Liberal Colombiano, siendo uno de los exponentes de la facción radical.

## Biografía
Borrero fue representante a la cámara por Tolima, llegando a ser presidente de esa cámara en 1867; secretario del Tesoro para el gobierno de Francisco Javier Zaldúa y el gobierno de José Eusebio Otálora en 1882 y de Instrucción Pública para el gobierno de Ezequiel Hurtado, en 1884, gracias a la influencia de Rafael Núñez, de quien fue uno de sus primeros escuderos.

### Secretarías de Fomento y de Tesoro (1882)
El anciano presidente Francisco Javier Zaldúa lo llamó para ocupar la secretaría de Fomento del país en 1882. Uno de sus aportes relevantes fue llevar a Colombia, a través del cónsul en París, la primera misión veterinaria de la historia, a raíz de una epidemia de viruela en animales domésticos enfermos y muertos que estaba afectando a la industria ganadera del país.
Luego Zaldúa lo nombró en la Secretaría del Tesoro ese año, mismo en que Zaldúa falleció sorpresivamente en el ejercicio de su cargo a raíz de varias enfermedades que se agravaron con su ascenso al poder. Fue confirmado en su cargo por el sucesor de Zaldúa, José Eusebio Otálora, quien lo encargó temporalmente también de la secretaría de Guerra, siendo relevante el código militar que expidió en 1883.
Terminado su encargo en el gobierno, Borrero fue elegido por el presidente Núñez, rector de la Universidad Nacional de Colombia.

## Familia
Napoleón era miembro de una de las familias tradicionales del actual departamento del Huila, los Borrero, entre cuyos miembros figuran sacerdotes, políticos, militares, próceres de la Independencia de Colombia e incluso un expresidente. Sus padres eran José María Borrero Ordóñez y María Joaquina Silva Trujillo. 

### Ascendientes y parientes
Su padre era sobrino del prócer de la independencia de Colombia, José Joaquín Borrero Gómez, presidente del Estado del Tolima, y uno de sus hermanos fue otro prócer, Evaristo Borrero Ordóñez. Nieto materno de éste personaje (Evaristo Borrero), era el sacerdote católico Isamel Perdomo Borrero, arzobispo de Bogotá de 1928 a 1950 conocido porque no pudo definir un candidato para el Partido Conservador en las elecciones presidenciales de 1930, y por lo cual se ganó el mote de "Monseñor Perdimos", ya que ese fue el final de la Hegemonía conservadora.
Otro de los tíos de su padre, José Antonio Borrero Gómez, era el tatarabuelo de Elisa Borrero Perdomo, la madre del abogado y e influyente político conservador Misael Pastrana Borrero, quien casado con una descendiente de Domingo Caycedo -María Cristina Arango- fue el padre del periodista Andrés Pastrana Arango. Tanto Misael como Andrés fueron presidentes de Colombia en distintos períodos.
Napoleón era sobrino bisnieto del padre del oficial del ejército, prócer y político Eusebio Borrero Acosta, candidato a la presidencia enfrentándose al expresidente Francisco de Paula Santander por ser protegido de su enemigo político, el presidente José Ignacio de Márquez, y quien luego de varios fracasos políticos se exilió en Jamaica, muriendo sin descendencia. 
De otro de sus tío bisabuelos desciende el político y militar ecuatoriano Antonio Borrero Cortázar, presidente de Ecuador entre 1875 a 1876, y el político ecuatoriano Manuel María Borrero (quien era su sobrino nieto), quien también ocupó la presidencia en ese país en 1938.

### Matrimonio y descendencia
Napoleón Borrero contrajo matrimonio con Agustina Poveda Montalvo en Gigante, Huila, el 15 de septiembre de 1858, con quien tuvo a su única hija, Josefina Borrero Poveda.